# Overton Peak
Der Overton Peak ist ein etwa 550 m hoher Berg auf der westantarktischen Rothschild-Insel. Er ragt am südöstlichen Ende der Desko Mountains auf der Hole-Halbinsel auf.
Das Advisory Committee on Antarctic Names  benannte ihn nach Commander Robert H. Overton von der United States Coast Guard, leitender Offizier auf der USCGC Westwind während der Operation Deep Freeze im Jahr 1971.